# Thoas (Sohn des Ikarios)
Thoas (altgriechisch Θόας Thóas) ist eine Person der griechischen Mythologie. 
Er ist in der Bibliotheke des Apollodor ein Sohn des Ikarios und der Periboia, der Bruder der Penelope sowie des Damasippos, Imeusimos, Aletes und des Perilaos.
Über das Erscheinen eines Thoas unter den Brüdern der Penelope in der Bibliotheke wurden verschiedene Vermutungen angestellt. Während einerseits eine Verwechslung etwa mit dem Dionysossohn Thoas oder mit dem gleichnamigen Freier der Penelope erwogen wurde, erscheint andererseits auch die Herleitung des Freiers aus dem Bruder der Penelope möglich.